# Yusuke Hoshino
Yusuke Hoshino (født 12. maj 1992) er en japansk fodboldspiller, som spiller for den japanske fodboldklub Gainare Tottori.